# Воскресенское (Сосновский сельсовет, Вологодский район)
Воскресенское — деревня в Вологодском районе Вологодской области на реке Ёма.
Входит в состав Сосновского сельского поселения, с точки зрения административно-территориального деления — в Сосновский сельсовет.
Расстояние по автодороге до районного центра Вологды — 34,5 км, до центра муниципального образования Сосновки — 15 км. Ближайшие населённые пункты — Боково, Новое, Левино.
По переписи 2002 года население — 3 человека.